# Phước Sang (xã)
Phước Sang là một xã thuộc huyện Phú Giáo, tỉnh Bình Dương, Việt Nam.

## Địa lý
Xã Phước Sang có diện tích 28,79 km², dân số năm 2021 là 4.542 người, mật độ dân số đạt 129 người/km².

## Hành chính
Xã Phước Sang được chia thành 5 ấp: Bến Cát, Đồng Thông, Đồng Trâm, Tân Tiến, Sa Dụp.

## Lịch sử
Ngày 28 tháng 4 năm 1994, Chính phủ ban hành Nghị định 104-CP về việc thành lập xã Phước Sang trên cơ sở điều chỉnh một phần diện tích tự nhiên và dân số của xã An Bình.
Ngày 6 tháng 11 năm 1996, Quốc hội ban hành Nghị quyết chia tỉnh Sông Bé thành tỉnh Bình Dương và tỉnh Bình Phước và chuyển xã Phước Sang thuộc huyện Đồng Phú, tỉnh Bình Phước về huyện Tân Uyên, tỉnh Bình Dương quản lý.
Ngày 23 tháng 7 năm 1999, Chính phủ ban hành Nghị định 58/1999/NĐ-CP về việc chuyển xã Phước Sang thuộc huyện Tân Uyên về trực thuộc huyện Phú Giáo mới tái lập quản lý.